# Kasteel van Laroque (Hérault)
Het Kasteel van Laroque (Frans: Château de Laroque) is een kasteel in de Franse gemeente Laroque. Het kasteel is een beschermd historisch monument sinds 1979.